# Schloss Dietersdorf

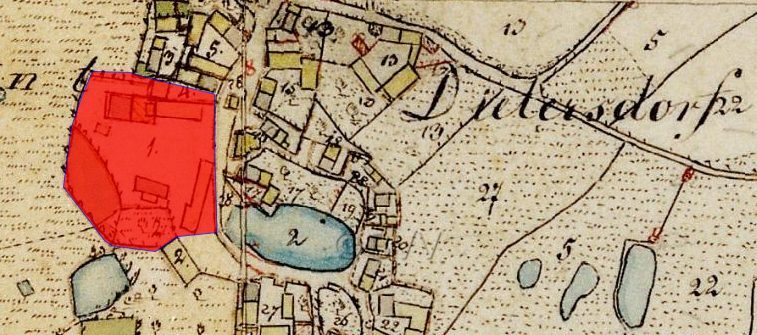
Lageplan von Schloss Dietersdorf auf dem Urkataster von Bayern

Das Schloss Dietersdorf ist ein Schloss im Gemeindeteil Dietersdorf der oberpfälzischen Stadt Windischeschenbach. Es ist unter der Aktennummer D-3-74-168-30 als Baudenkmal verzeichnet. Die Anlage wird ferner als Bodendenkmal unter der Aktennummer D-3-6239-0117 mit der Beschreibung „archäologische Befunde des mittelalterlichen Adelssitzes und abgegangenen frühneuzeitlichen Schlosses von Dietersdorf“ geführt.

## Geschichte
Dietersdorf war ein leuchtenbergisches Rittermannlehen und gehörte zu dem stift-waldsassischen Richteramt Neuhaus. Die Zugehörigkeit zu dem Gemeinschaftsamt Parkstein-Weiden war strittig. In Dietersdorf hatten die Gleißenthaler nach dem Wittelsbachischen Urbar von 1301 Zehntrechte und Streubesitz. Im 16. Jahrhundert hat sich Dietersdorf zu einem eigenständigen Wirtschaftskörper mit den gutsherrlichen Grundrechten einer Landsasserei entwickelt.
In den Landsassenmatrikeln sind ab 1526 Michael, Wilhelm, Jorg und Utz Gleißenthaler als gemeinschaftliche Inhaber des Landsassengutes Dietersdorf und ebenso von Döltsch verzeichnet. Georg Gleißenthaler wird am 9. Juli 1571 bei der Huldigung im Amt Parkstein angeführt. 1571 ist hier Hans Sigmund von Gleißenthal der Besitzer und 1577 wird sein Sohn Hans Sigmund von Gleißenthal erwähnt. Bis zum Beginn des Dreißigjährigen Krieges blieben die Gleißenthaler im Besitz von Dietersdorf.

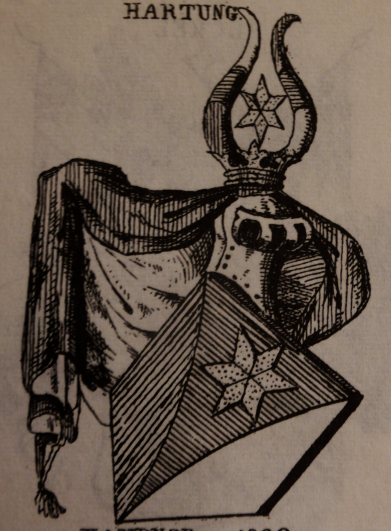
Wappen der Hartung aus Siebmachers Wappenbuch

Ab 1623 hat Jobst Heinrich von Künsperg auf Haunritz das Gut besessen. Er war anfangs ein Kalviner, ist aber im Zug der Gegenreformation zum Katholizismus übergetreten. Bereits 1625 hat er das Gut an Michael Hartung, Richter und Kastner zu Kemnath, verkauft. Dessen Vorfahren Peter und Sigmund Hartung waren von Kaiser Maximilian I. am 5. August 1508 in den turnierfähigen Adelsstand erhoben worden. Nach dem Tod des Michael Hartung († 1646) folgte ihm sein Sohn Hans Caspar nach, der aber erst nach Erreichen der Volljährigkeit die Huldigung 1652 ablegen konnte. Seit 1676 sind hier seine Erben die Eigentümer, 1695 ist es Johann Ludwig Hartung, 1718 sein Sohn Hans Ludwig Heinrich und 1754 ist es Joseph Sigmund; dieser wird bei einer Pfarrvisitation als sehr schlechter Christ bezeichnet, er besuche weder die Gottesdienste noch erfülle er die Osterpflicht. Er habe im Wald ein Marienbild und darunter einen Opferstock anbringen lassen, wobei der Pfarrer vermutete, er wolle das Geld für sich selbst behalten. Zudem hat er dem Windischeschenbacher Pfarrer Maximilian von Wiotha den Zehent vorbehalten, wofür er von der Regierung in Amberg zu Schadenersatz verurteilt wurde. Joseph Sigmund verwendete den Namenszusatz von und zu Dietersdorf, was langwierige Auseinandersetzungen über die Berechtigung zum Führen dieses Titels nach sich zog. Auf ihn folgt 1797 Florian von Hartung. Bei der Überführung in die neue Verwaltungsstruktur des Königreiches Bayern zu Beginn des 19. Jahrhunderts wurde dem Florian von Hartung 1820 die Errichtung eine Patrimonialgerichts zweiter Klasse im Landgericht älterer Ordnung Tirschenreuth zugestanden, dem die 25 Grundholden von Dietersdorf zugehörig waren; neben dem Dorf und dem Schloss Dietersdorf gehörte das Zubaugut Iglhof ebenfalls zu der Gemeinde. 1841 wurden Lehenbriefe für die Söhne Klemens Franz Bernhard, Franz Pius Amandus, Philipp Maria Leander, Karl Baptist Maximilian und Joseph Adam Daniel Ludwig von Hartung des zuvor Genannten Florian von Hartung ausgestellt. Baron Clemens Ludwig von Hartung hat 1910 den Gutsbesitz zertrümmert.
1848 wurde die adelige Rechtsprechung aufgehoben und Dietersdorf wurde 1857 in das Landgericht ä. O. Neustadt an der Waldnaab eingegliedert. 1946 kam Dietersdorf zur Gemeinde Neuhaus, wogegen sich die Dietersdorfer ohne Erfolg zur Wehr setzten. Durch die Gemeindegebietsreform von 1972 wurde Dietersdorf nach Windischeschenbach eingemeindet.

## Baulichkeit
Der jetzige Schlossbau stammt von 1850. Er ist ein zweigeschossiger traufständiger Steildachbau mit granitenen Fensterrahmungen und einem Treppengiebel. Im Erdgeschoss sind Fenster mit einem runden Abschluss eingebaut.
Im Schloss befand sich nach Angaben des Bischöflichen Zentralarchivs Regensburg einst ein Betsaal. Im Jahr 1960 wurde in Dietersdorf durch den Neustädter Architekten Quirin Punzmann eine kleine Kirche erbaut und am 17. Juli 1961 durch Domkapitular August Kuffner dem Nikolaus von Flüe geweiht.